# Rissani
Rissani (in arabo الريصاني‎?, Er-Rissani; in berbero: ⵔⵉⵙⵙⴰⵏⵉ) è una città del Marocco, nella provincia di Errachidia, nella regione di Meknès-Tafilalet. Si trova nei pressi di Erfoud ai margini dell'Erg Chebbi, il maggiore deserto di sabbia in Marocco.
Il mausoleo di Sharif ibn Ali, fondatore della dinastia alawide, è posto nella parte meridionale della città. A Rissani è presente un mercato tre volte alla settimana.
La città è stata storicamente sede di una cospicua comunità ebraica, che contava 500 membri nel 1951, emigrata in massa verso Israele e Francia negli anni 1950 e 1960.